# LEN Challenger Cup
La LEN Challenger Cup è una competizione pallanuotistica europea maschile riservata a squadre di club che si svolge dalla stagione 2022-2023.
È il quarto torneo continentale per importanza, dopo la Champions League, la Euro Cup e la Conference Cup.

## Formula
Il torneo inizia con una fase a gironi, dopo la quale scatta la fase ad eliminazione diretta, dai quarti alla finale, in cui le squadre si confrontano su gare di andata e ritorno.

## Albo d'oro
| Stagione | Campione        | Campione    | Finalista     | Finalista |
| -------- | --------------- | ----------- | ------------- | --------- |
| 2022-23  | Apollōn Smyrnīs | Grecia      | Terrassa      | Spagna    |
| 2023-24  | Galatasaray     | Turchia     | Triglav Kranj | Slovenia  |
| 2024-25  | Nereus Zaandam  | Paesi Bassi | EVK Žaibas    | Lituania  |

## Vittorie per club
- Aggiornato dopo l'edizione 2024-2025

| Pos. | Squadra            | Num. | Anni |
| ---- | ------------------ | ---- | ---- |
| 1    | Apollōn Smyrnīs () | 1    | 2023 |
| 1    | Galatasaray ()     | 1    | 2024 |
| 1    | Nereus Zaandam ()  | 1    | 2025 |

## Vittorie per nazione
- Aggiornato dopo l'edizione 2024-2025

| Pos. | Nazione     | Vittorie | Finali Perse | Tot. finali |
| ---- | ----------- | -------- | ------------ | ----------- |
| 1    | Grecia      | 1        | -            | 1           |
| 1    | Turchia     | 1        | -            | 1           |
| 1    | Paesi Bassi | 1        | -            | 1           |
| 4    | Spagna      | -        | 1            | 1           |
| 4    | Slovenia    | -        | 1            | 1           |
| 4    | Lituania    | -        | 1            | 1           |